# Alpujarra (Colombia)
Alpujarra è un comune della Colombia facente parte del dipartimento di Tolima.
L'abitato venne fondato da Bartolomé Cardozo nel 1768, mentre l'istituzione del comune è del 13 ottobre 1987.